# Maria Antonia Marchesini
Maria Antonia Marchesini, känd som La Lucchesina, född okänt år, död efter 1751, var en italiensk mezzosopran. Hon var engagerad vid King's Theatre i London 1736-39 och gjorde då ett antal byxroller.